# Northborough (hrabstwo Worcester)
Northborough – jednostka osadnicza w Stanach Zjednoczonych, w stanie Massachusetts, w hrabstwie Worcester.